# 南富田村
南富田村（みなみとんだむら）は、和歌山県西牟婁郡にあった村。現在の白浜町栄及び中（南白浜地区）にあたる。

## 地理
- 海洋：太平洋
- 河川：富田川

## 歴史
- 1889年（明治22年）4月1日 - 町村制の施行により、栄村及び中村の区域をもって、南富田村が発足する。
- 1937年（昭和12年）12月20日 - 南富田小学校が火災で焼失。子供を含む81人が死亡[1]。
- 1955年（昭和30年）3月15日 - 白浜町に編入される。

- 本来、富田は古くから四富田（東西南北）であったが、西富田村は、隣接している田辺市と合併、東富田村と北富田村が合併して、富田村となった。

南富田は、1955年（昭和30年）3月15日 - 他の富田地区に先んじて白浜町と合併したため南白浜地区を称し、富田地区の小学校で白浜を称するのは南白浜小学校だけである。
白浜町には明光バス大浦バス停付近に、東白浜という通称の地名があるが、東富田とは、まったく別の地域である。
かつては、白浜町栄の白浜町立富田中学校近くに白浜町立南白浜幼稚園があったが、白浜町十九渕に移転、現在は白浜町立富田幼稚園となっている。
南富田小学校は南白浜小学校と改称したため、現在は南富田小学校の名称は存在はしない。

## 交通

### 鉄道路線
- 日本国有鉄道
  - 紀勢西線（現・紀勢本線）
    - 紀伊富田駅